# Alias Mary Brown
Alias Mary Brown er en amerikansk stumfilm fra 1918 af Henri D'Elba og William Dowlan.

## Medvirkende
- Pauline Starke som Betty
- Casson Ferguson som Dick Browning
- Arthur Millett som Hewlett
- Eugene Burr som Watson
- Sidney De Gray som Carnac